# Rosvik IK
Rosviks Idrottsklubb (RIK) är en idrottsklubb från Rosvik, Norrbotten. Den grundades på ett möte i byns café 1935 och huvudaktiviteterna var på den tiden skidor och fotboll. De 36 medlemmarna fastslog då medlemsavgiften till 1.50:-.
Idag har RIK vuxit till fem sektioner: fotboll, ishockey, brottning, längdskidor och styrketräning. Totalt har klubben cirka 400 medlemmar. Av de tävlingar som arrangerats av klubben är nog dam-SM i brottning 1995 den största.

## Meriter
Föreningen har under åren fostrat några mycket framgångsrika idrottare. Några exempel är:
- Jenny Fransson med medaljer så som VM-Guld 2012 i brottning 72-kg klassen.[1]

- Heidi Skemark, SM-Guld (2000) i brottning (75-kg).

## Anläggningar
- Hedvalla (fullstor gräsplan)
- Rosvalla (fullstor gräsplan)
- Hamnplan (fullstor grusplan)
- Kristallen (ishall)
- Helgedommen (brottningslokal)